# Tarnon

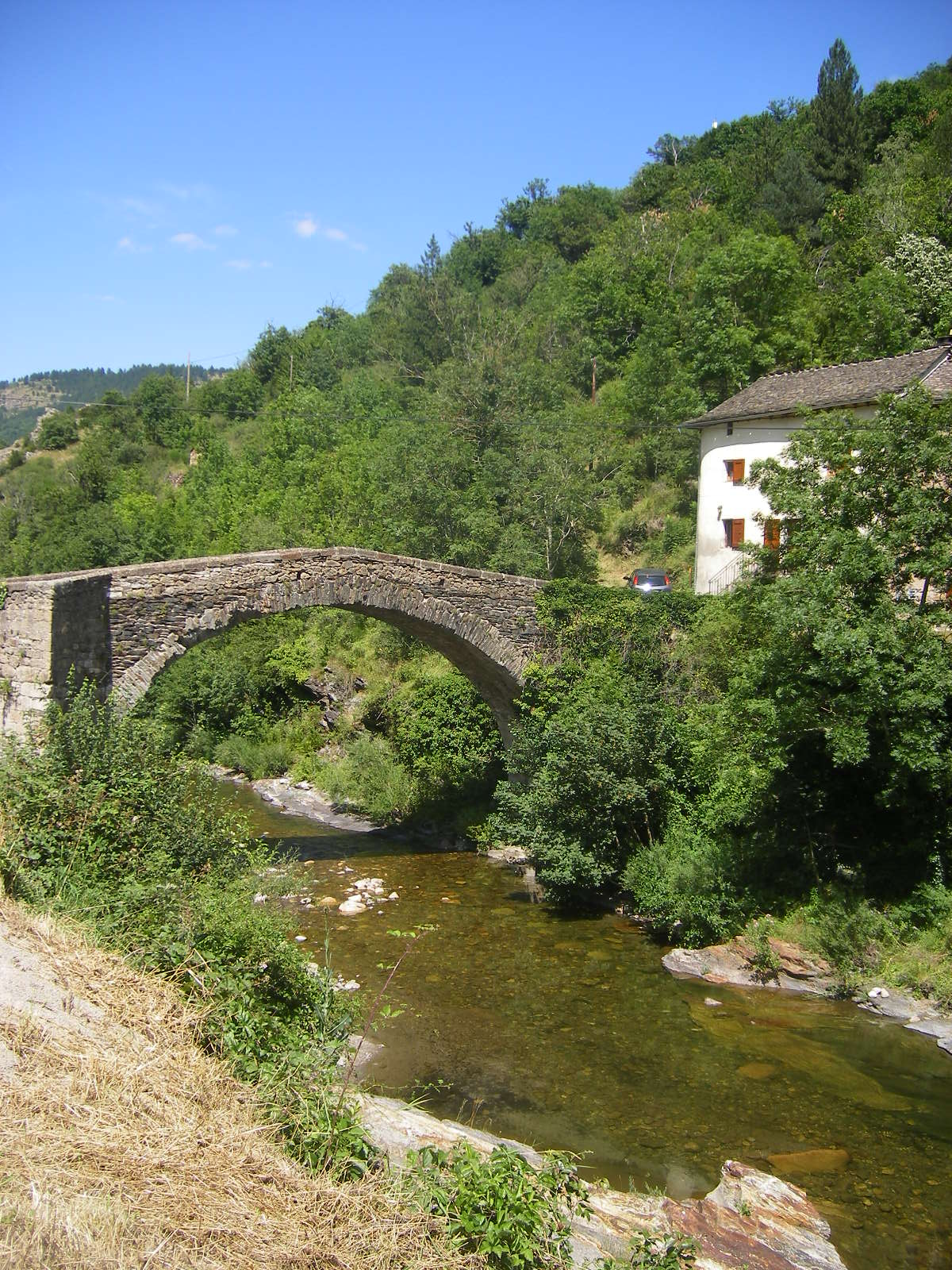
De Tarnon in Florac

De Tarnon is een Zuid-Frans riviertje in het departement Lozère, linkse zijrivier van de Tarn waar ze net voorbij Florac in uitmondt. Daardoor behoort het tot het stroomgebied van de Garonne.
Het heeft door het jaar een zeer wisselend debiet, volgens een regime eigen aan de streek (de Cevennen). Ook na onweer komt geregeld een plotse toename van het debiet voor.
Het riviertje is 38,9 km lang, stroomt door de gemeenten Rousses en Florac en wordt beschouwd als de geografische grens tussen de Cevennen en de Causse Méjean. De belangrijkste zijrivier is de Mimente.